# Lourdesgrot (Waspik)

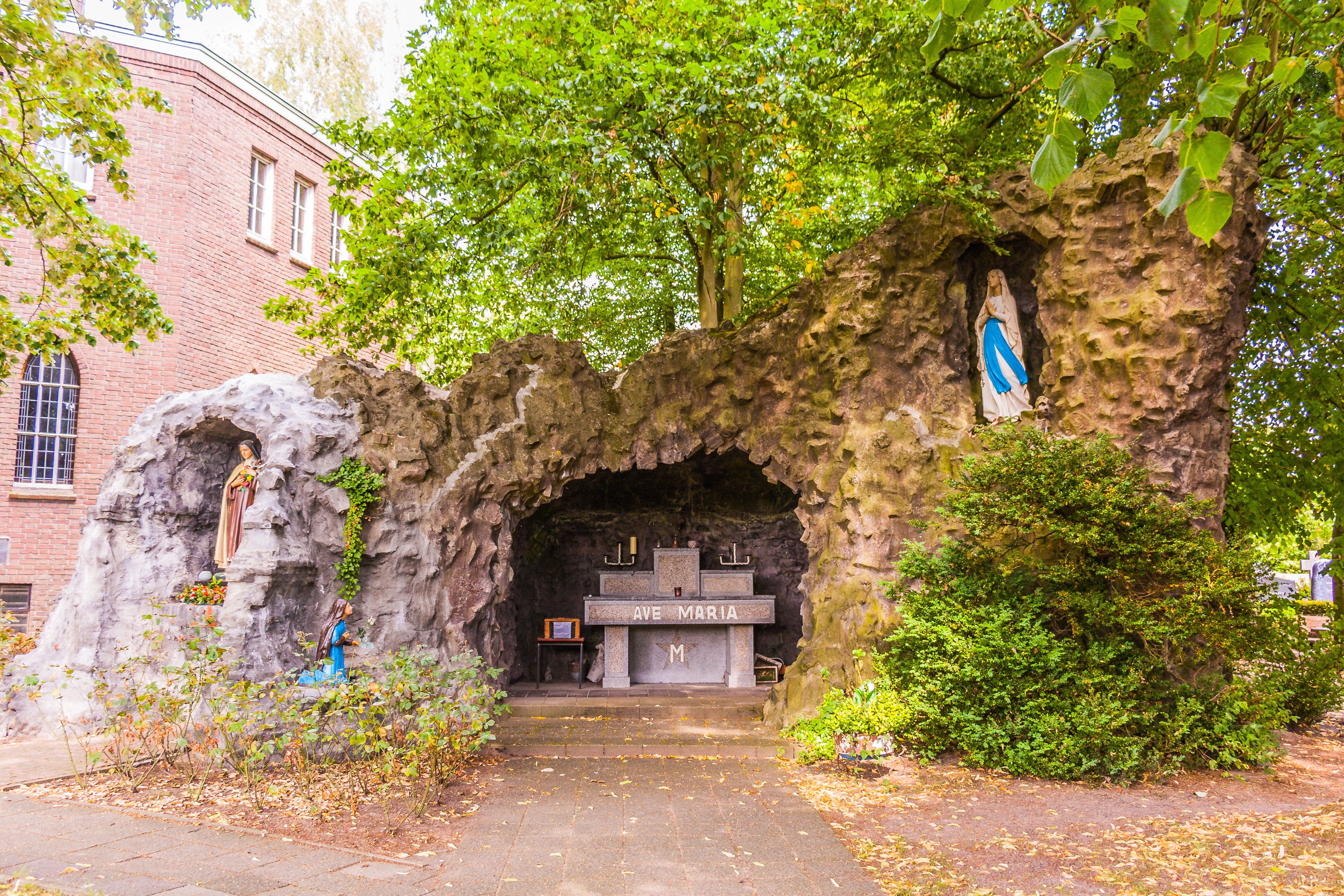
Lourdesgrot

De Lourdesgrot is een bouwwerk nabij de Sint-Theresiakerk te Waspik-Zuid.
In 1927 kwamen de kerk en het bijbehorend Karmelietenklooster in Waspik-Zuid gereed. De Lourdesgrot werd aangelegd in 1941 met puin dat afkomstig was van het Bombardement op Rotterdam van 1940. De bedoeling was om de bescherming van Maria te verkrijgen tijdens de oorlogsjaren. Na de Bevrijding zijn vele kapelletjes, Mariagrotten en dergelijke uit dankbaarheid voor bescherming gebouwd, maar dit is het enige religieuze bouwwerk dat tijdens de oorlog al werd opgericht.
Toen in 2012 de kerk werd onttrokken aan de eredienst kwam ook het wonderbeeld van de Heilige Theresia van Lisieux in de grot te staan waartoe een speciale nis werd aagebouwd.
Vanaf 2013 vindt bij de grot de jaarlijkse viering van Allerzielen plaats.
De grot is geklasseerd als Rijksmonument.